# Kyssegurami
Kyssegurami (Engelsk: Kissers; Kissing Gouramis. Latin: Helostoma temminckii ) er en fisk, der lever i Sydøstasien. Den bliver i Danmark brugt som akvariefisk.
Sidste del af dens latinske navn helostoma temminckii skyldes, at den er opkaldt efter den nederlandske zoolog Coenraad Jacob Temminck.
| Fisk | Spire Denne artikel om fisk er en spire som bør udbygges. Du er velkommen til at hjælpe Wikipedia ved at udvide den. |